# Gerard Boedijn
Gerardus Hendrik Boedijn (* 19. November 1893 in Hoorn; † 23. September 1972 ebenda) war ein niederländischer Komponist, der sich um die Schaffung von authentischer Blasorchester-Literatur sehr verdient gemacht hat. Unter dem Pseudonym Jack Harvey veröffentlicht er Werke, die spieltechnisch einfacherer Art sind.
Schon sehr früh bekam Gerard Boedijn Unterricht für Violine, Schlagzeug, Blasinstrumente und Piano an der Städtischen Musikschule seines Geburtsortes. Er absolvierte das Konservatorium Amsterdam, an dem er Violine, Musiktheorie, Komposition und Chordirektion studierte. Von 1914 bis 1917 war er Lehrer an der Musikschule von Maastricht. Danach lebte er in Hoorn und wirkte als Pädagoge, freischaffender Komponist und Dirigent von Chören und Orchestern. Von 1927 bis 1933 war er Direktor der Musikschule von Veendam. Danach wohnte er wieder in Hoorn. Er leitete zahlreiche Orchester und Chöre; besonders mit dem Nederlands Koperorkest wurde er sehr bekannt. 1959 wurde er von der Königin zum Ritter im Orden von Oranien-Nassau (Ridder in de Orde van Oranje Nassau) erwählt.
Er komponierte verschiedene Blasorchesterwerke und machte sich für die Schaffung authentischer Literatur einen Namen.

## Werke

### Werke für Blasorchester
- 1933 Gammatique
- 1942 Sempre tenuto opus 69
- 1940 Halewijn Sinfonische Dichtung nach einer mittelalterlichen Handlung opus 87
- 1942 Plechtige ouverture opus 96
- 1942 Partita Symphonique opus 100
- 1949 Dans-suite opus 110
- 1948 Symphonische schets (Esquisse symphonique) opus 112
- 1948 Rossiniana Ouverture nach italienischer Art auf Motive von Henri Viotta's (1848–1933) Gangspildeuntje opus 114
- 1949 Hephaistos opus 115
- 1949 Folkloristische paraphrase - Naar oude Danswijzen uit Westfriesland - opus 116
- 1949 Oosterse suite Orientalische Suite opus 117
- 1949 Partita piccola im alten Stil opus 118
  1. Praeludium
  2. Menuetto
  3. Pavana
  4. Rigaudon
- 1950 Introductie en polonaise opus 119
- 1950 Caesar and Cleopatra Ouverture
- 1950 Michiel Adriaenszoon (de Ruyter) opus 120
- 1950 Paraphrase over het geestelijke lied "Ik heb geloofd"
- 1951 Ouverture Symphonique opus 124
- 1951 Tzigane Twee Dansschetsen
  1. Langzame Wals
  2. Dans
- 1952 Vijf epigrammen opus 126 - Naar de schoolmeester
  1. Inleiding
  2. de leeuw
  3. de olifant
  4. het kalf
  5. het paard
- 1952 Roccoco Suite
  1. Allemande
  2. Gavotte
  3. Sarabande
  4. Courante
- 1952 Divertimento nr. 1 opus 132
  1. Intrada
  2. Badinerie
  3. Air
  4. Rondeau
- 1953 Sint Hubertus opus 133
- 1954 Sinfonie concertante In oude stijl - opus 135
  1. Allegro
  2. Andante Maestoso
  3. Allegretto Giocoso
- 1955 Ladingen opus 143 Fantasieschertz nach Cargoes von Dr. John Masefield
  1. Slavengalei uit Ophir
  2. Britse kustvaarder in het Kanaal
  3. Spaans galjoen
- 1955 Divertimento no. 2
- 1955 English Suite
  1. The Hundred Pipers (Scotland)
  2. Jenny Jones (Wales)
  3. My Lady Greensleeves (England)
  4. The Rakes of Mallow (Ireland)
- 1956 Ciaconna antiqua opus 144
- 1956 Oude Kermistaferelen
  1. In the mallemolen
  2. Bij de straatkunstenmakers
  3. Het valse buikorgeltje en het zielige aapje
  4. Voor 't paardespul
- 1956 Irish suite opus 146 -  From Old Folk Songs
  1. Saint Patrick’s Day
  2. Londonderry Air
  3. The Minstrel Boy
- 1957 Petite sérénade facile opus 148
  1. Allegro
  2. Romance
  3. Menuet I en II
  4. Alla Rondo
- 1957 Noordhollandse paneeltjes Suite in 5 Sätzen opus 152
  1. Polderlandschap
  2. Kennemerland
  3. Ijsselmeer
  4. Het Gooi
  5. Amsterdam
- 1958 Happy time suite opus 155
  1. Cantilene
  2. Springdans
  3. Tango
  4. Quick-Step
- 1958 Introduzione rhapsodique opus 156 ein Werk für Glockenspiel und Blasorchester
- 1959 The harp of Wales opus 158
  1. Lively
  2. Paraphrase
  3. Scherzo
  4. Last Canto
- 1959 A youth suite opus 160
  1. The school-children march
  2. School journey
  3. Sham illness
  4. In the wide world
- 1960 Esquisse triomphale op. 161
- 1961 Petite suite espagnole opus 165
- 1961 Princeville Lyrische Suite opus 168
  1. Charme
  2. Intimiteit
  3. Sfeer
- 1962 Scènes des Champs opus 170
  1. Les Campagnards
  2. A la lisière du bois
  3. La Danse
  4. 1. De buitenlui

  - 2. Bij de bosrand
  - 3. De dans
- 1963 Persiflages opus 175 nach dem Gedicht Barend de Schutter vom Schulleiter (Kriegsromanze aus der alten Zeit, erzählt der Vater an seinen Sohn Jasper)
- 1963 Ivanhoe opus 177
- 1964 Sonatine opus 182
  1. Allegro
  2. Andante poco sostenuto
  3. Rondino, Allegretto
- 1965 Ballet Astrologique opus 184
  1. Ram en Stier (allegro moderato - marcato)
  2. Maagd en Tweelingen (andante - espressivo)
  3. Boogschutter en Steenbok (Scherzo - leggièro)
  4. Waterman en Schorpioen (Allegro con affeto)
- 1965 Lyrische ouverture opus 185
- 1965 Promenades opus 187
  1. Langs het haventje
  2. In het park
  3. In de straat
- 1966 Cassazione nr. 2 opus 189
  1. Andante marcato
  2. Allegretto
  3. Adagietto
  4. Scherzoso
- 1967 Sunday out little display of folk tunes opus 191
- 1968 Contrasten opus 193
  1. Andante espressivo
  2. Allegretto
  3. Canzonetta
  4. Alla Marcia
- 1968 Impromptu Suite
  1. Con gracia
  2. Con espressione quasi Andantino
  3. Moderato Maestoso
- A chain of british songs Suite
  1. Introductie
  2. Intermezzo
  3. Finale
- Pastoral Suite
  1. Allegretto burlesco
  2. Pastorale I - Meidans - Pastorale II
  3. Boertige Mars
- De Argonauten Ouverture opus 190
- Scènes Alsaciennes - Souvenirs
  1. Dimanche matin
  2. Au cabaret
  3. Sous les tilleuls
  4. Dimanche soir